# Фарид Мамедов
Фарид Мамедов, изписван и като Фарид Мамадов (род. 30 август 1991 в Баку, Азербайджан), е азербайджански певец, представил страната си на „Евровизия 2013“ с песента „Hold Me“.

## Биография

### Музикална кариера
Творчеството на Фарид е повлияно от азербайджанската народна музика, но и от други стилове – соул, джаз и поп. По соул и джаз се увлича на осемгодишна възраст. Повлиян и от Стиви Уондър, певецът изпълнява негов голям хит на първия си концерт – „I Just Called to Say I Love You“. Проявява се и като композитор.
Фарид побеждава на азербайджанския национален финал за избор на песен за „Евровизия“ с романтичната балада „Hold Me“. Песента е написана от Димитрис Контопулос – автор и на други евровизионни песни, композирани за Ани Лорак, Сакис Рувас, Анастасия Стоцкая. Изпълнението му е високо оценено както от телевизионните зрители, така и от журито. На финала на „Евровизия“ заема 2-ро място с 234 точки.

### Извън сцената
Освен по музиката, Фарид Мамедов се увлича и по спорта. Занимава се сериозно с класическа (гръко-римска) борба, която се явява един от най-популярните спортове в Азербайджан. Упражнява и бойното изкуство „капоейра“. Майката на Фарид е сребърна медалистка по гимнастика, а баща му – джудо мастер. Родителите му също обичат музиката: майка му свири на пиано, а баща му свирил в рок група.